# 11723 Briankennedy
11723 Briankennedy è un asteroide della fascia principale. Scoperto nel 1998, presenta un'orbita caratterizzata da un semiasse maggiore pari a 2,3414608 au e da un'eccentricità di 0,1450652, inclinata di 4,50196° rispetto all'eclittica.